# Импактный метаморфизм
Импактный (ударный) метаморфизм — процесс преобразования структуры и минерального состава горных пород в результате падения крупных метеоритов на поверхность Земли. Не имеет никаких генетических связей со всеми остальными типами метаморфизма.
Импактный метаморфизм характеризуется высокими и сверхвысокими температурами и давлениями, а также кратковременностью метаморфических превращений. Породы, образующиеся в результате импактного метаморфизма, называются импактитами. Для них характерны такие высокобарные фазы, как алмаз, коэсит, стишовит.
Импактиты обычно локализуются в пределах астроблем.